# Бреннан, Том
Том Бреннан (англ. Thom Brennan; род. 31 мая 1957 года, Лаббок, штат Техас) — американский музыкант и композитор, работающий в стилях эмбиент и нью-эйдж. Принадлежит к числу «калифорнийских пионеров» электронной музыки. Основную творческую деятельность начал в 1980-х годах. Первый альбом «Mountains» выпустил в 1987 году.

## Музыкальный стиль
Стиль Тома Бреннана характеризуется главными признаками формирования — от минимализма старой школы Терри Райли и Мортона Суботника (Morton Subotnick) до современной формы нью-эйджа.
Его музыка реализована исключительно использованием синтезаторов без каких-либо акустических инструментов и с редким появлением сторонних семплов; проекты в основном состоят из тягучих музыкальных образов, лишённых какого-либо бита. Тем не менее, в нескольких работах, которые он называет «ритмичными путешествиями», Бреннан применяет ударные звуки и чаще прибегает к более привычной ритмике нью-эйджа. В его альбомных проектах может присутствовать как текстурный эмбиент, так и композиции, построенные в основном на паттернах секвенсора, по структуре напоминающие электронику середины 70-х.
Вдохновение для своих композиций музыкант черпает в основном из окружающей природы, особенно это относится к пейзажам на юго-западе Америки и лесам на тихоокеанском побережье. Все это вылилось в неоклассический эмбиент-импрессионизм, выделяющийся сильными визуальными ассоциациями, которые проглядываются в таких альбомах как Mist (2000) и других работах, вышедших после 2001 года, когда Бреннан переехал в Сиэтл.

## Сотрудничество
Кроме соло-проектов сотрудничал также с хорошо известными эмбиент-композиторами, такими как Стив Роуч, Кевин Брэхени, Видна Обмана и другими. Для всех основных работ с самого начала карьеры музыканта Том Бреннан выбрал Интернет для представления и распространения своего творчества. Сегодня он продолжает работать как независимый композитор, публикуя релизы на собственном лейбле Raingarden Soundworks. Альбомы композитора размещались на музыкальных лейблах: Oreus (Phonogram), Projekt Records, Arya / Amplexus, IC Records, Fortuna, Zero Music и на его собственном частном лейбле.

## Медиа
Треки Тома Бреннана транслировались на различных популярных радиостанциях мира FM- и онлайн-вещания, выпускающие радиопрограммы с эмбиент музыкой. Релизы «Mist», «Imaginary Conquests» и «Mountains» попадали в ежемесячный чарт топ-100 Zone Music Reporter (Top 100 Radio Airplay) в 2012, 2019 и 2020 годах.

## Альбомы
- 1987 — Mountains (Cassette), TMB Music
- 1987 — Western Spaces (CD, LP, TP; with Steve Roach and Kevin Braheny; track: In The Heat Of Venus), Innovative Communication/Fortuna.
- 1989 — Mohave I
- 1993 — Mountains (CD, Album), Rubicon.
- 1995 — The Path Not Taken (CD, Mini, Ltd), Amplexus.
- 1996 — Beneath Clouds (CD), Arya.
- 1996 — Amplexus: Collected Works from the 1995 Ltd Series (CD; with Steve Roach and Vidna Obmana), Projekt.
- 2000 — Mist (Cdr), Space For Music.
- 2001 — The Dragon’s Dream (CD), TMB Music.
- 2001 — Mist (Cdr), Raingarden SoundWorks.
- 2001 — Secret Faiths Of Salamanders (Cdr), Ampcast.com.
- 2001 — Shimmer (CD), TMB Music.
- 2001 — Shimmer (Cdr),	Ampcast.com.
- 2001 — Strange Paradise (Cdr), Raingarden SoundWorks.
- 2001 — Vibrant Water (Cdr), Ampcast.com.
- 2001 — Vibrant Water (Cdr), Raingarden SoundWorks.
- 2002 — Satori (Cdr), Zero Music (USA).
- 2002 — Collective Series Vol. 1 — Basic Space (CD; with other artists), Space For Music.
- 2002 — Schwingungen Radio Auf CD # 85 (CD; with other artists), Cue Records (Germany).
- 2003 — Signals In Moonlight (Cdr), TMB Music.
- 2003 — Signals In Moonlight (Cdr), Raingarden SoundWorks.
- 2004 — Beneath Clouds (CD), Raingarden SoundWorks.
- 2004 — Mist (CD), Raingarden SoundWorks.
- 2004 — Mist (CD), Space For Music.
- 2004 — Mountains (CD), Raingarden SoundWorks.
- 2004 — Satori (CD), Raingarden SoundWorks.
- 2004 — Shimmer (CD), Raingarden SoundWorks.
- 2004 — Signals In Moonlight (CD), Raingarden SoundWorks.
- 2004 — Strange Paradise (CD), Raingarden SoundWorks.
- 2004 — Vibrant Water (CD), Raingarden SoundWorks.
- 2005 — Satori (CD), Raingarden SoundWorks.
- 2005 — Silver (CD), Raingarden SoundWorks.
- 2005 — Vista (MP3 CD), Soundclick.com.
- 2005 — Vista II (MP3 CD), Soundclick.com.
- 2005 — Special CD Sampler E-dition #10 (CD; with other artists), E-dition Magazine.
- 2006 — Chasing The Dawn: Ultima Thule Ambient Volume 01 (CD; with Steve Roach, Robert Rich and other artists), Ultima Thule Ambient Media.
- 2006 — Vista III (MP3 CD), Soundclick.com
- 2008 — Stories from the Forest (MP3 CD), Thom Brennan.
- 2009 — Tones (MP3), Thom Brennan
- 2010 — Sound Channels (MP3), Thom Brennan
- 2019 — Another Time And Space
- 2019 — Soundgardens
- 2019 — Elysian Fields
- 2019 — Imaginary Conquests
- 2019 — The Path Not Taken
- 2020 — Dragon Fly
- 2020 — Departures
- 2021 — Chasing The Rain
- 2021 — October
- 2022 — A Place To Remember
- 2022 — Eventide
- 2022 — Aftermath
- 2022 — Between Islands
- 2022 — Time Works
- 2022 — Kyalmaira
- 2022 — Chemical Sunset
- 2022 — Aightliste
- 2022 —Typhoon
- 2023 — Cathedrals